# Wieża ciśnień w Pasymiu
Wieża ciśnień w Pasymiu – wieża wodna znajdująca się w Pasymiu przy ulicy Pocztowej, wybudowana w 1911 roku wraz z przybudówką, w której niegdyś mieściła łaźnia miejska. W 2000 została wpisana do Rejestru Zabytków.